# Wisłok Wielki
Wisłok Wielki is een plaats in het Poolse district  Sanocki, woiwodschap Subkarpaten. De plaats maakt deel uit van de gemeente Komańcza en telt 340 inwoners.